# Boulevard des Capucines (Monet)
Boulevard des Capucines is een schilderij van Claude Monet. Dit werk uit 1873 laat een van de drukke boulevards van Parijs van bovenaf zien op een winterdag. Het werk, dat volledig in de impressionistische stijl geschilderd is, stamt uit de beginperiode van die stroming. Tegenwoordig maakt het deel uit van de collectie van het Nelson-Atkins Museum of Art in Kansas City, Missouri.

## Voorstelling
De Boulevard des Capucines is een van de vier grote boulevards van Parijs, samen met de Boulevard de la Madeleine, de Boulevard des Italiens en de Boulevard Montmartre, die Haussmann vanaf 1853 had laten aanleggen. De straat dankt zijn naam aan een klooster van de kapucijnen dat vroeger op deze plek gelegen was. De Boulevard des Capucines had aparte gedeelten voor voetgangers en rijtuigen, die door rijen bomen van elkaar gescheiden waren.
Hoewel Monet het grootste deel van de jaren zeventig van de negentiende eeuw doorbracht in het even buiten Parijs gelegen Argenteuil, schilderde hij in die periode ook enkele stadsgezichten. Voor deze weergave van de Boulevard des Capucines maakte hij gebruik van het balkon van de studio van de beroemde fotograaf Nadar, waar in april 1874 ook de eerste tentoonstelling van de impressionisten gehouden zou worden. De gebouwen die de nieuwe boulevards van Haussmann omzoomden waren vaak voorzien van smeedijzeren balkons vanwaar men het drukke leven op straat kon bekijken. Aan de rechter rand van het schilderij is een heer met een hoge hoed op een van de volgende balkons te zien.
Monet gebruikte voor Boulevard des Capucines een opvallend hoog gezichtspunt, zoals hij eerder bijvoorbeeld had gedaan in Terras in Sainte-Adresse en hanteerde een zeer losse schilderstijl. De wandelaars op de boulevard zijn weinig meer dan zwarte penseelstreken. De roze vlekken die rechts op de voorgrond zichtbaar zijn, worden vaak geïnterpreteerd als ballonnen.
Monet schilderde in 1873 nog een bovenaanzicht van de boulevard, tegenwoordig in bezit van het Poesjkinmuseum in Moskou. Omdat de catalogus hierover geen duidelijkheid verschaft, valt niet meer met zekerheid te zeggen welk van beide schilderijen op de impressionistententoonstelling van 1874 te zien is geweest, al heeft de versie in Moskou de beste papieren. Het schilderij kreeg veelal slechte kritieken. Met name het gebrek aan nauwkeurig geschilderde details moest het ontgelden. Ten minste een criticus, Ernest Chesneau, prees Monet echter om de manier waarop hij de beweging en levendigheid van de menigte had weten vast te leggen.

## Herkomst
- 1875: gekocht van de kunstenaar door de industrieel en schilder Charles Vaillant de Meixmoron de Dombasle, Diénay
- 1912: nagelaten aan zijn weduwe, mevr. De Meixmoron de Dombasle, Diénay
- 22 juni 1919: gekocht door de kunsthandel Bernheim-Jeune, Parijs
- 15 november 1919: gekocht door de kunsthandelaar Alexander Reid, Glasgow
- 2 januari 1920: gekocht door Robert en Elizabeth Workman, Londen, maar later teruggebracht naar Alexander Reid
- 3 januari 1924: gekocht door de kunsthandel M. Knoedler & Co., Londen en New York
- 23 januari 1925: gekocht door de Amerikaanse bankier en verzamelaar James Horace Harding, New York
- 4 januari 1929: nagelaten aan zijn weduwe Dorothea Harding, Rumson
- voor 11 april 1945: gekocht door een privé-verzamelaar
- 1945: gekocht door Marshall Field III, Lloyd's Neck en Chicago, eigenaar van een keten warenhuizen.
- 8 november 1956: nagelaten aan zijn weduwe Ruth Pruyn Field, Lloyd's Neck en New York
- 4 december 1972: gekocht door het Nelson-Atkins Museum of Art

## Afbeeldingen

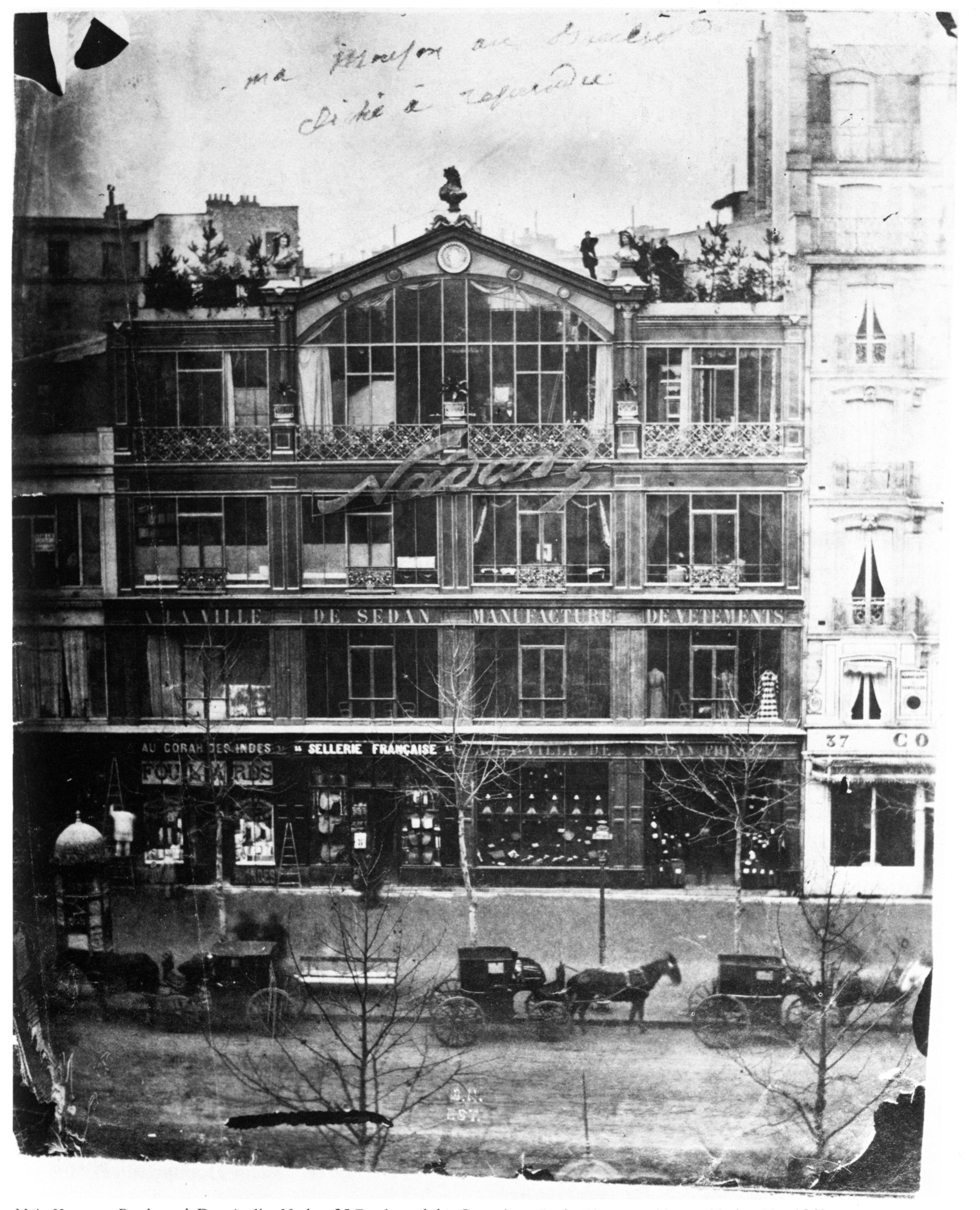
De studio van Nadar rond 1860
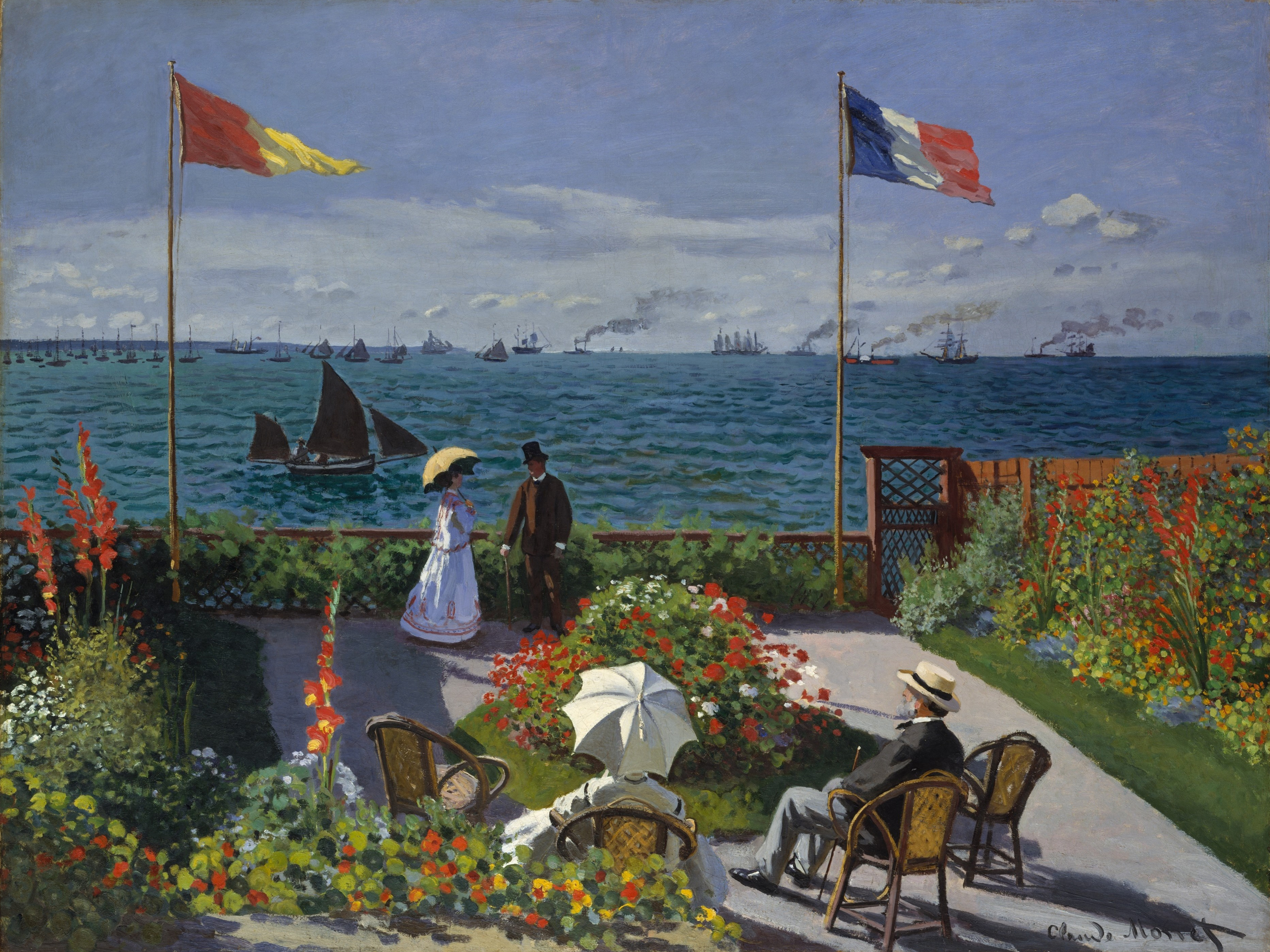
Terras in Sainte-Adresse (1867)
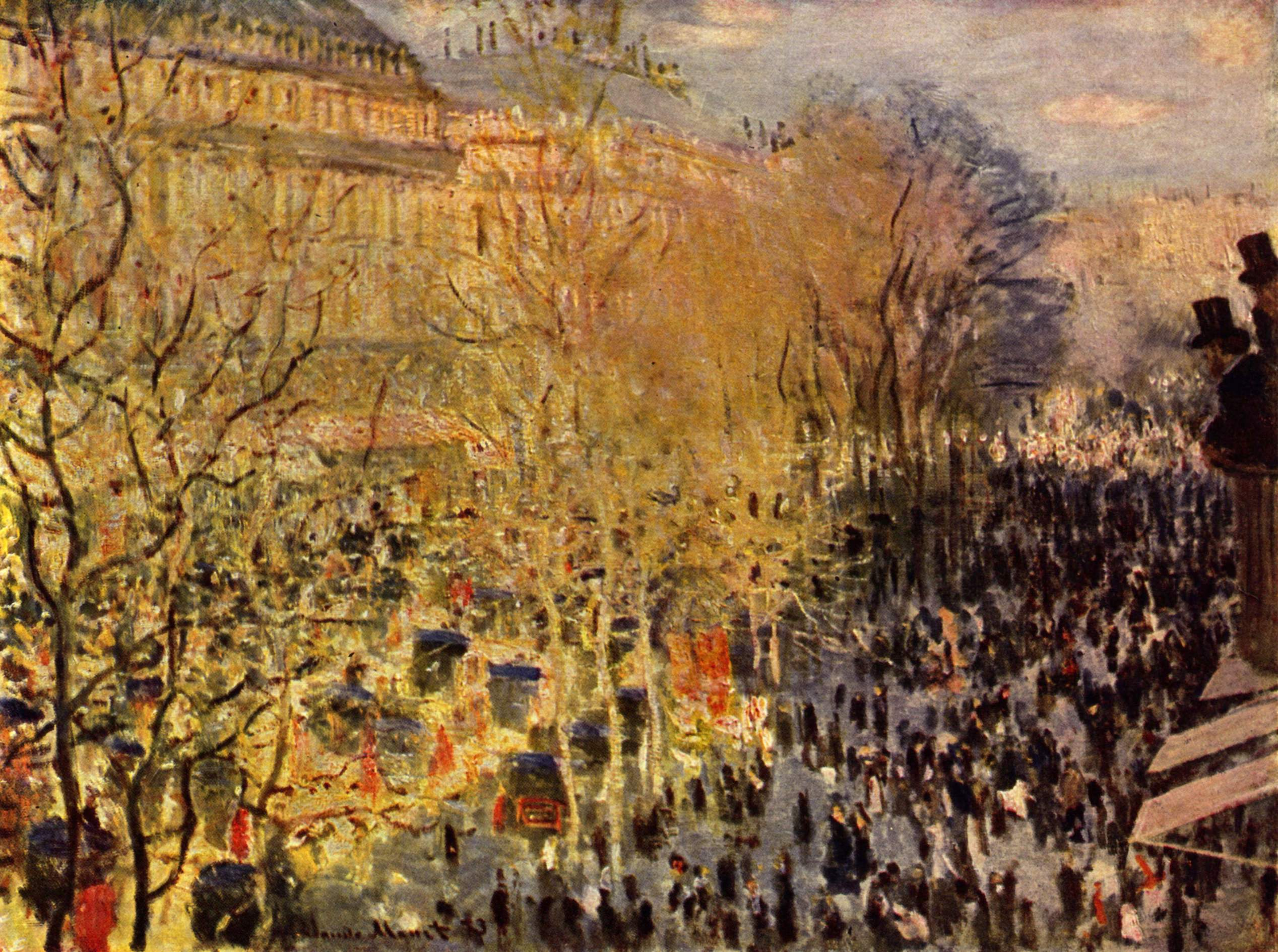
Boulevard des Capucines (1873)